# Trigona pallens
Trigona pallens är en biart som först beskrevs av Fabricius 1798.  Trigona pallens ingår i släktet Trigona, och familjen långtungebin. Inga underarter finns listade.

## Beskrivning
Ett tämligen litet, rött bi med klart rödbruna ben.

## Ekologi
Släktet Trigona tillhör de gaddlösa bina, ett tribus (Meliponini) av sociala bin som saknar fungerande gadd. De har dock kraftiga käkar, och kan bitas ordentligt. Arbetarna skyddar också boet aggressivt.

## Utbredning
Utbredningsområdet omfattar norra Sydamerika från Colombia (departementen Amazonas, Caquetá och Meta), Peru, Franska Guyana, Guyana, Surinam till Brasilien (delstaterna Acre, Amapá, Amazonas, Goiás, Maranhão, Pará, Rondônia, Roraima och Tocantins).